# Keisei sanshoku

Keisei sanshoku (谿聲山色) « Le son des vallées, les formes des montagnes » est un fascicule du Shōbōgenzō (« Le Trésor de l'Œil de la Vraie Loi »), le chef-d'œuvre de Dōgen, fondateur de l'école zen Sōtō. Dans cette instruction collective prêchée en 1240 au Kosho-ji, Dôgen souligne l'unité intime entre l'homme et la Nature considérée comme lieu de l'Éveil, rappelle les principes et polémique à propos des conditions nécessaires à l'Éveil.

## Titre

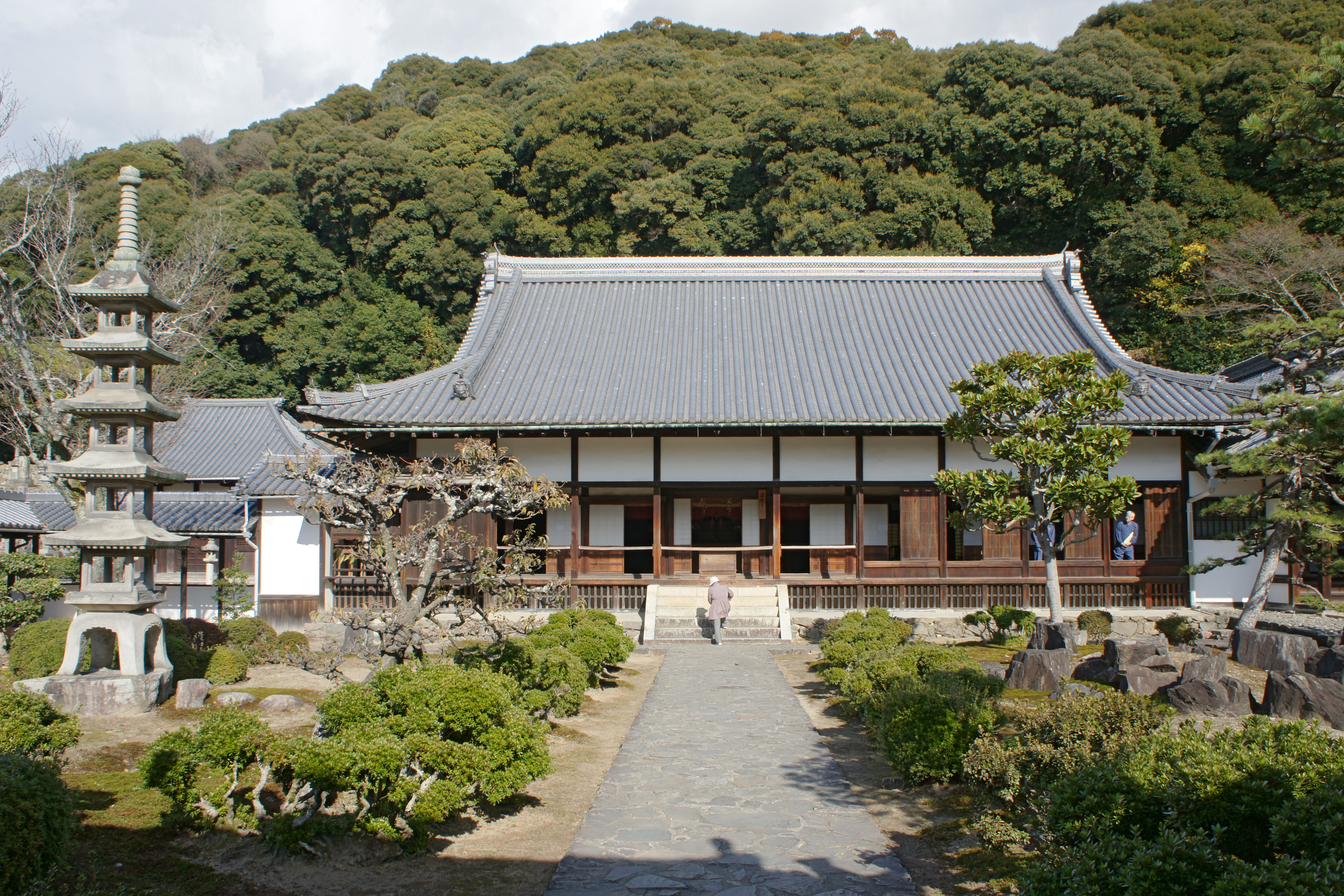
Temple Kosho-ji où cette instruction collective est prêchée par Dôgen en 1240, et transcrite par Ejô en 1243

Le Keisei sanshoku (谿聲山色) est l'un des rares fascicules du Shôbôgenzô dont le titre est sans connotation directement bouddhique. Il s'agit d'une citation d'un poème de Su Dongpo (1037-1101), cité et commenté par Dôgen au début du texte. Dans ce poème, la Nature se présente comme le pur Corps de l'Éveillé prodiguant l'enseignement de la Loi :
Les sons de la vallée proviennent de sa voix énorme ;

Les formes des montagnes ne sont autres que son corps pur.

Les quatre-vingt-quatre mille gâthâ entendues pendant la nuit,

Comment, le jour venu, les transmettre aux hommes?
— Su Dongpo (1036 - 1101)
Plus loin, Dôgen ajoute : « Par le fait de rapporter ceci aux hommes, Su Dongpo les laisse loin derrière lui et s'éloigne en solitaire » car Su Dongpo obtint ensuite l'Éveil, confirmé par son maître de méditation.

## Présentation

### Structure de l'exposé
Yoko Orimo distingue trois parties. Dans une première partie, à travers le poème de Su Dongpo et deux anecdotes, Dôgen présente et commente l'obtention de l'Éveil grâce à la Nature. La partie centrale est consacrée, à partir d'un dialogue entre un moine et un descendant des patriarches, à dénoncer une fausse dualité opposant la « nature des phénomènes » et la « Nature dans sa pureté originelle » (selon l'interprétation de Yoko Orimo), ou entre l'Ainsité et un « monde impur » en fait inexistant (selon Bernard Faure) ou encore entre le moi et la Nature (selon Pierre Nakimovitch).
Dans la dernière partie, Dôgen revient sur les conditions nécessaires à l'Éveil, en particulier sur la place centrale de la pratique, et les modalités de transmission du Chan, thèmes constants du Shôbôgenzô
Bernard Faure ajoute une analyse herméneutique, et distingue deux parties, de styles nettement différents : la première, de nature ontologique, avec la description de l'Éveil, et la seconde de nature prescriptive et polémique.

### La Nature dans la culture asiatique
En japonais, l'étymologie du mot shô (nature) est analogue à celle du français, où nature est issu du latin natura (naître, faire naître)
Dans la culture sino-japonaise, il n'existe cependant pas de concept de « nature » en tant que monde, environnement. Ce dont il s'agit dans le Shôbôgenzô n'est pas la nature au sens occidental, qui désigne généralement l'environnement, le monde : ce n'est pas non plus la nature du naturalisme, la nature des données immédiates de l'écologie et des naturalistes.
C'est par les mots composés montagne-eau ou montagne-eau-herbes-arbres que la culture sino-japonaise désigne « la Nature dans sa complétude, avec toute sa pureté et toute sa noblesse ». Cette Nature, avec les clichés habituels de la poésie extrême-orientale (les fleurs, les oiseaux, le vent et la lune) est la toile de fond, l'arrière-plan, et même l'avant-scène de l'ensemble du Shôbôgenzô : la Nature qui se reflète dans l’Œil de l'Éveillé. 
Dôgen s'oppose aux « hérésies naturalistes » résultats d'un syncrétisme entre bouddhisme et croyances populaires du Shintô (hymne de la Nature et de la Vie) qui a donné naissance à des doctrines telles que Honji suijaku et Hongaku, et influencé la scholastique Tendai.

### Discoursdel'Éveil
Dôgen présente les spécificités de sa vision du monde, celle d'une tradition bouddhique dont il se veut l'héritier, et comme pour l'ensemble du Shôbôgenzô, la Nature est placée dans ce fascicule au premier plan, identifiée à la Voie.
Mais, par l'articulation dynamique de la Nature et de l'Éveil, de la Nature en tant qu'Éveil, ce texte n'est pas tant un discours sur l'Éveil qu'un discours de l'Éveil : « c'est l'Éveil qui doit discourir de l'Éveil en lui-même, quoique indicible et insaisissable en soi ».
Dans son commentaire du poème de Su Dongpo, Dôgen brouille la frontière entre le son de la Nature, qu'entend le poète, et l'enseignement de la Loi par le maître, mais aussi entre compréhension et non compréhension, entre le conscient et l'inconscient.

## Enseignement

### La Nature: un texte immense
Bernard Faure cite Dôgen « Lorsque vous étudiez conformément aux Écritures, celles-ci surgissent devant vous. Elles sont l'univers entier, les montagnes, les rivières et la terre, les plantes et les arbres ; elles sont vous-mêmes et les autres (...) » et résume ainsi sa pensée : « le monde est un texte immense, expression de la vérité bouddhique, un langage que l'homme doit produire en le déchiffrant ».
Yoko Orimo reprend ce thème et développe le parallèle entre le langage et la Nature, qui « fait parfaitement écho au système linguistique avec son écosystème, autarcique et autogénérateur. Comme le rêve n'ayant pas d'autre fondement que le rêve lui-même, la Nature se tient d'elle-même et se renouvelle sans cesse ».
La Nature, comme le langage, est dotée de sa dynamique réflexive : étudier, c'est produire le rêve au milieu du rêve.
L'Éveil consiste alors à s'éveiller à la Résonance de l'univers : « l'Univers entier est la terre du cœur ; l'univers entier est sentiments et émotions des fleurs ». Ainsi, au sein même du rêve, la subjectivité s'affirme et affirme que « le rêve est le rêve au milieu du rêve » : identité du réel et du symbolique, du rêve et de l'Éveil.

### La Nature: lieu de l'éveil
L'homme n'obtient l'Éveil qu'au contact de la Nature, et au moment décisif de l'Éveil l'unité intime de l'homme et de la Nature se réalise comme la lune qui demeure au milieu de l'eau. Yoko Orimo évoque ainsi la « Résonance » entre l'homme et la Nature, par laquelle la nature se reflète dans l'homme et l'homme se réfléchit dans la Nature. Dôgen, qui cite souvent ces paroles du Bouddha : « Étrange ! Étrange ! la terre immense et tous les êtres s'éveillent en même temps que moi ! ». s'interroge de même à propos de l'Éveil de Su Dongpo : « En fin de compte, doit-on parler de l'éveil de Su Dongpo, ou de celui des montagnes et des eaux ? ». Ce que Pierre Nakimovitch exprime par cette remarque : « Le soi n'est rien d'autre que le monde apparaissant ».
Yoko Orimo, Pierre Nakimovitch et Benard Faure commentent différemment le dialogue « Comment ramener montagnes, fleuves et vastes terre au soi ? », mais aboutissent par des voies différentes à la disparition d'une dualité : moi / Nature (Nakimovitch) ou nature / Nature (Faure et Orimo).
Pierre Nakimovitch et Bernard Faure se rejoignent en soulignant que l'Éveil que Dôgen évoque est un retour à la Nature originaire, avant l'apparition de la subjectivité. La pure Nature originaire n'est pas une synthèse, elle est antérieure à la bifurcation sujet /objet : « Amener le soi à pratiquer et voir avec évidence les dix mille dharma pour pratiquer et voir avec évidence le soi, c'est l'éveil ».
La non-dualité prend l'aspect d'une solidarité, d'une ouverture avec l'univers : « Découvrir la non-bouddhéité en soi-même, c'est voir du même regard la non-bouddhéité de l'univers, c'est aussi entendre la prédication de la loi par l'inanimé ».
La Nature n'est pas un concept, et Dôgen utilise des paradoxes et d'apparentes contradictions tels que « Les montagnes s'écoulent, les eaux ne s'écoulent pas », pour faire prendre conscience de l'arbitraire de la pensée qui compose et décompose par des synthèses de l'imagination. La Nature est la réalité concrète perçue à partir de l'Éveil, le monde de l'Éveil lui-même.
L'étude favorise l'éveil, mais Dôgen distingue d'une part l'exégèse des textes canoniques, les sûtras bouddhiques, utilisant le langage ordinaire de la nature, et d'autre part l'étude véritable de la Loi, c'est-à-dire celle de la Nature comme réalité concrète perçue à partir de l'éveil, monde de l'éveil lui-même. Cette Nature, celle de l'expérience directe, antérieure à toute distinction entre sujet et objet, est celle que Huineng était « capable de lire à livre ouvert, le sûtra des montagnes et des rivières ».

### Les conditions de l'éveil
Tout peut devenir occasion de l'Éveil, l'occasion est suscitée par l'intention, la tension et la concentration confiante : le « vouloir-savoir », « pensée de l'éveil ». Dôgen présente ainsi deux cas d'éveil obtenus aux moments favorables, par le bruit des bambous pour l'un, par la floraison des pêchers pour l'autre.
Mais cette apparente contingence de l'éveil, le préjugé fataliste d'un unique moment opportun, imprévisible et éphémère, n'encouragent pas à l'étude et risquent de provoquer la « confusion entre la causalité efficiente de l'effort avec la condition adjuvante de l'à-propos ». Dans ses anecdotes, Dôgen souligne donc que le moment favorable n'est survenu qu'après des années de pratique et de dépouillement.
Ainsi il ne suffit pas d'être en contact avec la nature pour atteindre l'Éveil, car les montagnes et les rivières du poème de Su Dongpo ne sont pas de l'ordre du naturel, de longues années de pratique du dépouillement sont nécessaires pour purifier le corps et l'esprit.
Il faut lire les sûtras pour entendre la résonance et l'autonomie réflexive et génératrice des Écritures, identiques à celles de la Nature, mais également, comme Su Dongpo, suivre les « amis de bien », et Dôgen rappelle fréquemment l'importance d'une transmission personnelle de maître à disciple . Il souligne encore cette transmission en détaillant la succession de quatre maîtres de méditation qui se sont transmis l'enseignement dont Su Dongpo est l'héritier.
Dôgen s'oppose cependant à l'érudition que produit l'exégèse des textes canoniques : si l'on veut saisir l'enseignement que délivre en permanence la Nature, il faut être devenu soi-même naturel, autrement dit avoir oublié tout son savoir, car l'obstacle principal est l'assertion erronée d'un moi, qui accompagne la compréhension intellectuelle et discursive .
L'étude plutôt que l'érudition, une pratique authentique et la rencontre d'un guide spirituel sont les conditions nécessaires à l'éveil. Bernard Faure rappelle que la « transmission d'esprit à esprit », ou « transmission spéciale en dehors des Écritures » est considérée par les adeptes du Chan /Zen comme caractéristique de leur école. Ce point de doctrine serait alors le point central de la polémique que développe Dôgen dans la seconde partie du texte.
L'identité parfaite entre l'homme et la nature constitue alors la cause de l'éveil, et « Lors du juste voir, ce n'est ni moi ni un autre qui voit : pas de sujet dominant, ni d'autrui transcendant », mais « le présent d'un tel moment, ni vous, ni moi, ni personne ne peut le connaître, en être conscient ou l'attendre ». Pierre Nakimovitch développe ainsi : « Le juste voir est le regard sur cet ainsi : vois là, voilà. Voir, ce n'est pas imaginer (...) En cet instant naissent ensemble voyant et vu.(...) Plutôt que voir ce qui vient, voir venir. Savoir ? Ça-voir, voir ça, voilà. La vérité de chaque événement est l'apparaître tel quel, sans autre essence que son existence ».

### Tradition agonistique
Après avoir rappelé l'histoire de la transmission du Chan, Dôgen s'en prend violemment à deux moines, Bodhiruci et Guangtong, les comparant à « des chiens qui aboient » ou « du bétail à face humaine ». La violence de telles expressions, ce langage trivial (que l'on retrouve dans d'autres fascicules du Shôbôgenzô) sont aux antipodes de la sérénité bienveillante que l'on attend d'un maître zen. Bernard Faure propose de considérer que ce n'est ni l'effet d'une sénilité précoce, ni simplement constituer un « expédient salvifique » purement rhétorique.
La contradiction et le conflit jouent un rôle important dans la pensée de Dôgen et dans la tradition du Zen en général. Bernard Faure rapporte que selon Dôgen l'harmonie des doctrines serait superficielle, alors que leur antagonisme (l'entrelacement des lianes, voir encadré) serait « à proprement parler spirituel ». Dans l'optique d'une orientation agonistique du Zen qui serait aussi celle de Dôgen, la seconde partie (prescriptive et polémique) serait alors la plus significative du texte.